# فوسفات الأمونيوم
فوسفات الأمونيوم (بالإنجليزية: Ammonium phosphate)‏، هي مادة صلبة بلورية بيضاء اللون صيغتها الكيميائية NH4)3PO4)، ووزنها الجزيئي 149.09، قابلة للذوبان في الماء، تستخدم في صناعة الأسمدة الزراعية وفي مقاومة الحرائق.